# Manuel Delgado y Zuleta
Manuel Delgado y Zuleta (Utrera, Andalusia, 14 de maig de 1842 — Sevilla, 28 d'agost de 1915) fou un militar i polític andalús, diputat a Corts, senador vitalici i Capità General de Catalunya. Fill d'Antonio María Delgado Fernández de Castañeda i Josefa María Teresa Zuleta de Reales García-Beato. originaris d'Antequera. El seu germà José María fou el fundador de les bodegues Delgado Zuleta, proveïdors oficials de vi a la Casa Reial a finals del segle xix.

## Biografia
El 1857 ingressà com a cadet al Regiment d'Infanteria d'Albuera. Participà en la guerra d'Àfrica i en 1860 fou ascendit a tinent. En 1868 fou ascendit a capità i destinat a Aragó i a Catalunya, on va combatre a la tercera guerra carlina, concretament a Mura i Perafita. En 1872 fou ascendit a comandant i en 1873, pels mèrit en combatre la rebel·lió cantonal a Andalusia, fou ascendit a tinent coronel. Després dels combats contra els carlins a Navarra i Àlaba en 1874 fou ascendit a coronel. Després de la guerra carlina va romandre com a part de l'exèrcit d'ocupació a Navarra i en 1878 fou ascendit a brigadier.
Membre del Partit Conservador, fou elegit diputat pel districte d'Utrera a les eleccions generals espanyoles de 1879, 1884 i 1891, però en ser ascendit a general de divisió en 1891 renuncià al seu escó. De març a juliol de 1887 fou Secretari de la Direcció General d'Infanteria, després governador militar de Córdova. De 1891 a 1893 fou destinat a Puerto Rico i en 1895 governador militar de la província de Sevilla. En 1898 va ascendir a tinent general i entre 1898 i 1899 fou Capità General de Canàries.
En 1899 fou nomenat ap de la Casa Militar de la reina Regent. Després fou Capità general de Catalunya en dues ocasions, el 1899-1901 i el 1903-1905, i des del seu càrrec va participar activament en la repressió del moviment anarquista a Catalunya. Des de 1903 fins a la seva mort fou senador vitalici.